# Tabakfabrik Linz

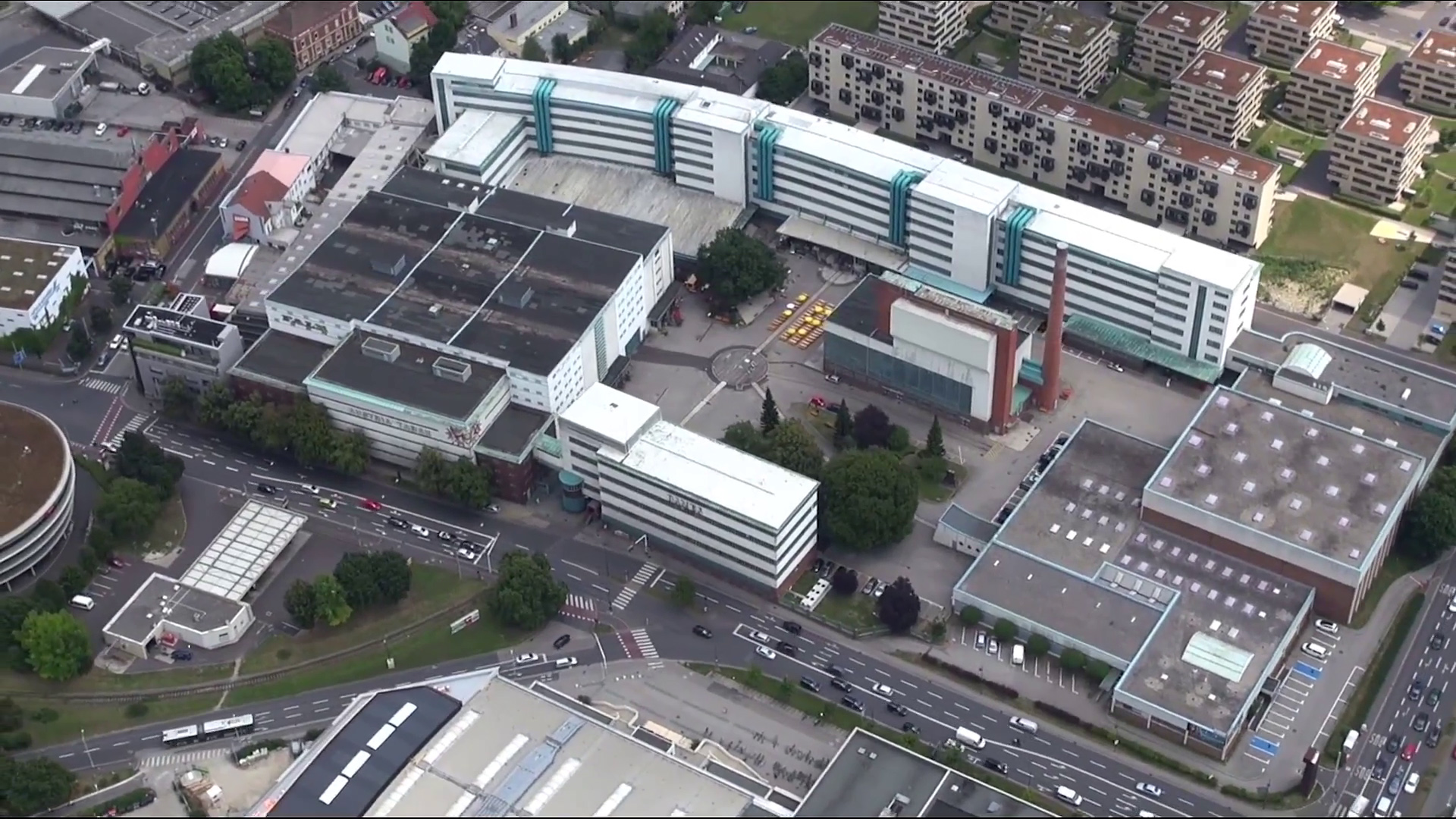
Areal der Tabakfabrik (Peter-Behrens-Platz) mit Kraftwerks- und Zigarettenfabrikationsgebäude

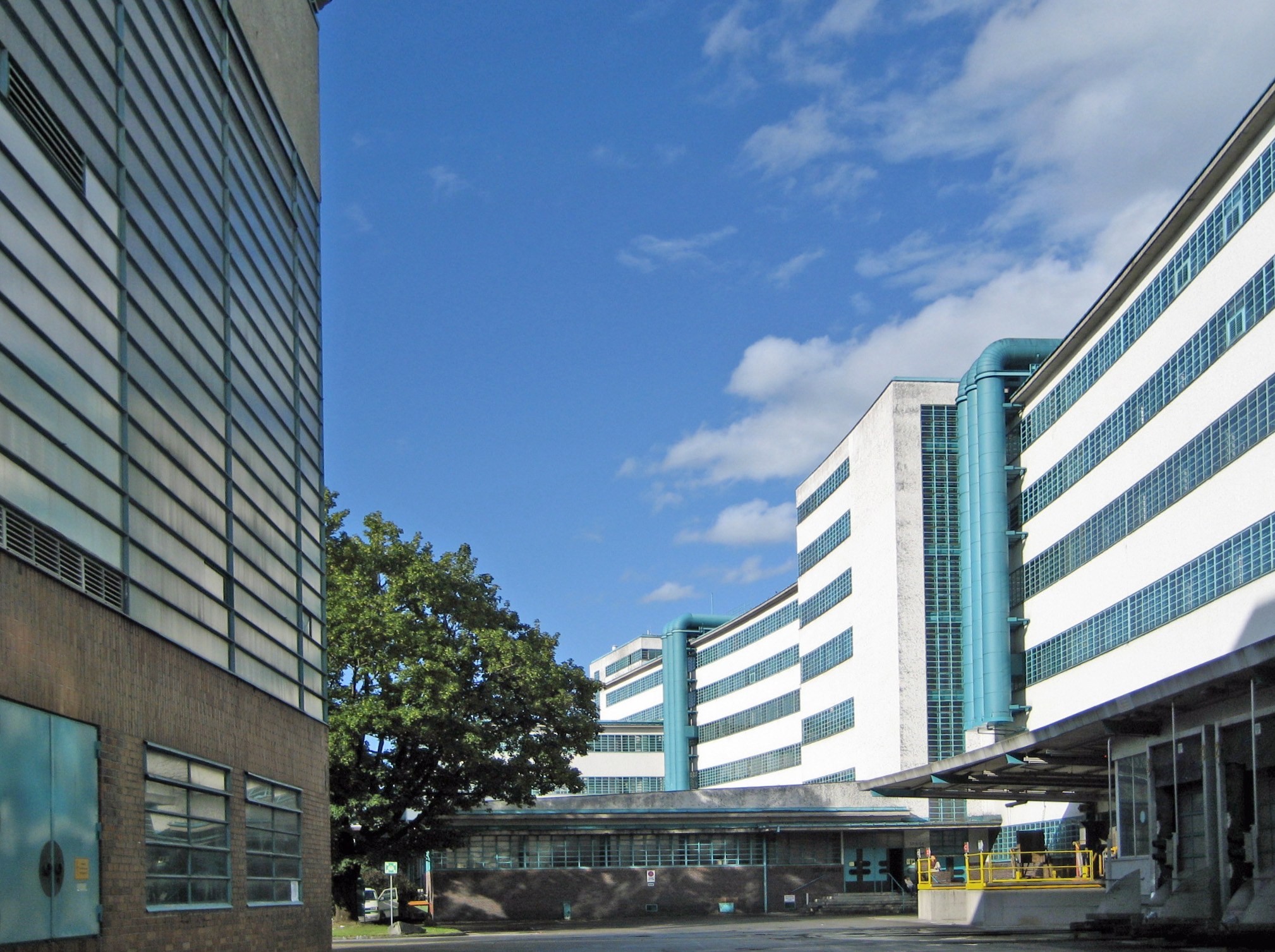
Das ehemalige Hauptgebäude der Zigarettenfabrikation, das so genannte Haus CASABLANCA (rechts), links im Bild ein Teil des Kraftwerks der Tabakfabrik Linz.

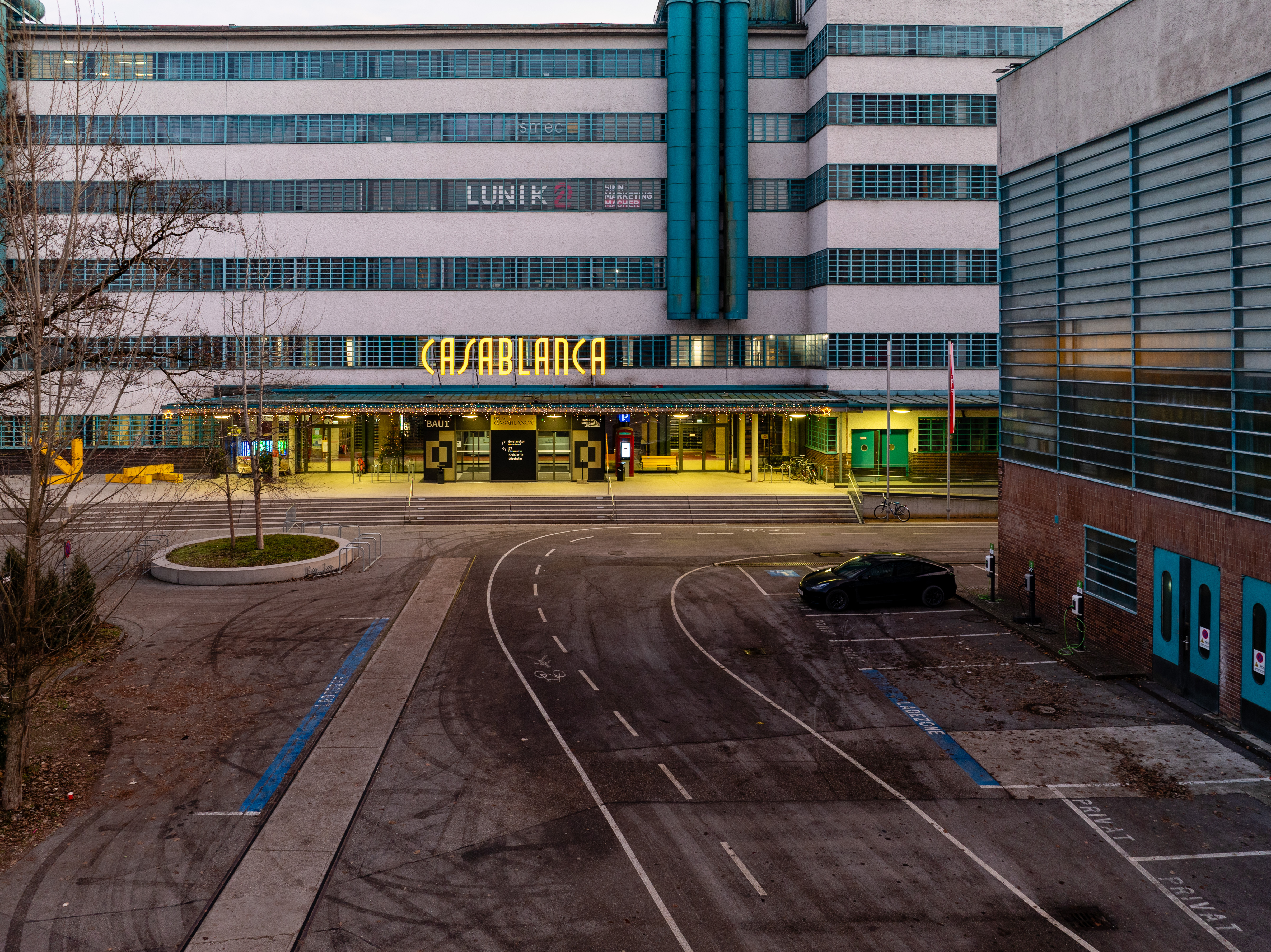
Eingang des Hauptgebäudes

Die Tabakfabrik Linz (auch Tabakregie bzw. umgangssprachlich Tschickbude oder Zigarettenfabrik genannt) ist ein von 1929 bis 1935 nach Plänen von Peter Behrens und Alexander Popp in Linz errichteter Gebäudekomplex. Die denkmalgeschützte Industrieanlage ist der erste Stahlskelettbau Österreichs im Stil der Neuen Sachlichkeit, aus diesem Grund ist sie auch architekturgeschichtlich von Bedeutung.
Bis Ende September 2009 wurden in der Tabakfabrik Zigaretten hergestellt. Im selben Jahr kaufte die Stadt Linz das Fabriksareal mit 38.148 Quadratmetern Grundfläche und den Gebäudebestand samt Donauparkstadion zum Preis von 17 Mio. Euro von Japan Tobacco International und erklärte es zum Gebiet der Stadtentwicklung, das sich sukzessive als Zentrum der Kreativwirtschaft und der Digitalisierung in der oberösterreichischen Landeshauptstadt entwickelt.
Die Entwicklung und Verwaltung des Areals obliegt der Tabakfabrik Linz Entwicklungs- und Betriebsgesellschaft mbH (kurz: TFL). Diese gehört zur Unternehmensgruppe der Stadt Linz und ist mehrheitlich eine Tochtergesellschaft der Immobilien Linz GmbH & Co. KG.

## Zentrum der Kreativwirtschaft und Digitalisierung
Die Tabakfabrik Linz spielt unter anderem eine wichtige Rolle bei der internationalen Positionierung von Linz im Bereich der Creative Industries. Laut einer Studie der KMU Forschung Austria und des Linzer Instituts für qualitative Studien sollte die Tabakfabrik Linz als Leuchtturm der oberösterreichischen Kreativwirtschaft ausgebaut werden. Seit ihrer Wiedereröffnung hat sich die Tabakfabrik Linz außerdem als Veranstaltungs- und Ausstellungsort etabliert. Die Workshopräume sowie Eventflächen der Tabakfabrik umfassen rund 2.500 Quadratmeter Nutzfläche und wurden laut Angaben der Betreiberin von 2012 bis 2019 von rund 1,7 Millionen Personen besucht.
Die Gebäude und Räumlichkeiten der Tabakfabrik Linz sind seit der Schließung der Tabakproduktion instandgesetzt und teilweise neu gestaltet worden. Sie sind nach historischen Zigarettenmarken benannt: Haus CASABLANCA (früher „Bau 1“, ehemalige Zigarettenfabrikation), Haus DAMES (früher „Bau 2“, ehemalige Pfeifentabakfabrikation); die ehemaligen Magazine heißen FALK, HAVANNA und SMART. Das vormalige KRAFTWERK behielt seinen Namen. Es beinhaltet heute eine Brauerei, in der eine Sorte des Linzer Biers hergestellt wird, einen Gastronomie-Betrieb sowie einen Veranstaltungsraum (Hörsaal 0). Die nicht denkmalgeschützten Bereiche (Bau 3) wurden abgerissen, hier eröffnen 2026 die Neubauten des Quadrill.
Während zum Zeitpunkt der Auflassung des Werks im September 2009 insgesamt 284 Personen am Areal arbeiteten, waren im Oktober 2017 bereits 717 Personen am Areal beschäftigt. Insgesamt sind laut der TFL 126 Personen und Organisationen eingemietet, darunter eine große Zahl von Ein-Personen-Unternehmen. Die Geschäftsfelder der Mieter umfassen nahezu alle Sparten der Kreativwirtschaft, darunter Design, Werbung/Marketing, Film/Fotografie, Architektur, Software und Darstellende Künste, aber auch den Sozialbereich. Ein Schwerpunkt am Areal der Tabakfabrik Linz sind Start-up-Unternehmen, für die mit der Ansiedelung des Start-up-Campus „factory300“ von startup300 ein eigenes Umfeld – von Räumlichkeiten über Beratung bis hin zur Finanzierung – geschaffen wurde. Im November 2017 wurde außerdem die so genannte Strada del Start-up vorgestellt, auf der jungen Unternehmen flexibel mietbare Büro- und Werkstatträume zur Verfügung gestellt werden.
Eine Strategie des Entwicklungsteams rund um Chris Müller (Direktor für Entwicklung, Gestaltung und künstlerische Agenden von 2013 bis 2023) war von Anfang an die Zwischennutzung des Areals, vor allem im Veranstaltungsbereich. Durch den temporären Gebrauch von ungenutzten Flächen und Räumen („Wegen Umbau geöffnet“) sollte die bestmögliche Nutzung der einzelnen Gebäudeteile herausgefunden werden.
2015 wurde die Einrichtung des VALIE EXPORT Centers auf einem 350 Quadratmeter umfassenden Areal in der Tabakfabrik bekannt gegeben, im November wurde das Center im ersten Obergeschoß von Bau 1 eröffnet. Im Vorfeld hatte das Lentos Kunstmuseum das Archiv der aus Linz stammenden Medienkünstlerin erworben. Das „VALIE EXPORT Center, Forschungszentrum für Medien- und Performancekunst“ soll sich neben der Aufarbeitung des Archivs auch der Auseinandersetzung mit ähnlichen Kunstrichtungen widmen.
Im November 2017 eröffnete der renommierte Linzer Karikaturist Gerhard Haderer in der Tabakfabrik die Denkwerkstatt Schule des Ungehorsams.

## Lage
Die Tabakfabrik Linz liegt zwischen dem Zentrum, der Donaulände und dem Hafenviertel. Ihre Entwicklung hängt mit dem sich stark entwickelnden Hafenviertel zusammen.
Die Tabakfabrik hatte als solche ehemals die Adresse Ludlgasse 19, da sich hier das Direktionsgebäude befand. Das Management des heutigen Entwicklungsgebiets Tabakfabrik hat zwei Eingänge und Adressen: Gruberstraße 1 und Peter-Behrens-Platz 11. In Kooperation mit dem hier anliegenden Unternehmen Laska wurde Anfang 2017 die Durchörterung, also fußläufige Öffnung das Fabrikshof zur Holzstraße im Nordosten und damit weiter zur Hafenstraße im Osten beschlossen.
Der ehemals geschlossene, gegliederte Hof der Tabakfabrik wurde am 22. März 2012 vom Stadtsenat in Peter-Behrens-Platz benannt und ist mit 13.000 m2 nur wenig kleiner als der Linzer Hauptplatz (13.140 m2). Zumindest zu Zeiten von Veranstaltungen in der Tabakfabrik ist der Peter-Behrens-Platz zur nordwestlich an der Hauptfront der Fabrik vorbeiführenden Unteren Donaulände und zur Ludlgasse im Südosten geöffnet.

### Infrastruktur
2013 wurden die Normalspur-Gleise des Areals bis zur ehemaligen Drehscheibe im Hof reaktiviert und es fuhr erstmals ein Personenzug (ÖBB Desiro 5022) mit 200 Mitarbeitern der voestalpine vom neuen Bahnhof der Stahlwelt zur Tabakfabrik Linz. In Zukunft sollen bei Kulturprojekten Züge auf der Strecke fahren. Mit Schließung der Produktion war etwa 2009 eine etwa 5 m langes Stück Gleis in der weiten Rechtskurve nördlich der Tabakfabrik entfernt worden. Mittlerweile wurden alle zur Tabakfabrik verlaufenden Gleise abgetragen.
Der Bau einer Stadtbahnlinie in Linz soll die Tabakfabrik in Zukunft noch stärker in das öffentliche Nahverkehrsnetz einbinden. Derzeit ist die Tabakfabrik über die Buslinien 12 (Haltestelle Parkbad), 25 (Haltestelle Parkbad), 26 (Haltestelle Lüfteneggerstraße) und 27 (Haltestelle Lederergasse) an den öffentlichen Verkehr angebunden.

## Geschichte

### Zigarettenerzeugung am Standort Linz
Nachdem die Linzer Wollzeugfabrik ihren Betrieb 1850 eingestellt hatte, wurden Teile der Wollzeugfabrik für die Erzeugung von Rauch- und Kautabaken genutzt. 1859 waren dafür bereits mehr als 1000 Personen beschäftigt. Auf Erzeugung von Kautabak (bis 1903) folgte ab dem Jahr 1904 die Zigarren- und Zigarettenproduktion der österreichischen Tabakregie an der Unteren Donaulände.:28 Die Belegschaft bestand dabei zu 90 Prozent aus Frauen. Die „industriefeindliche, ländliche Bevölkerung“ brachte der Tabakfabrik anfangs keine große Wertschätzung entgegen. Vor allem kirchliche Würdenträger und das Linzer Bürgertum befürchteten „sittliches Verderben“ durch die Fabrik.:26
Bis 1918 wurden aufgrund der stetig steigenden Produktion und aufgrund des technologischen Fortschritts (Dampfmaschine) diverse Um- und Ausbauten der ehemaligen Wollzeugfabrik durchgeführt.:29f. Während des Ersten Weltkriegs wurde jährlich rund eine Milliarde Zigaretten hergestellt. Stieg zu Beginn des Krieges die Produktion aufgrund des großen Bedarfs der Armee noch an, machten sich bald Probleme mit der Rohstoff-Versorgung bemerkbar. Die Tabakregie sah 72 approbierte Streckmittel vor; darunter vor allem Buchenlaub, Hanf und Hopfen.:30 1928 waren die Gebäude der alten Wollzeugfabrik schließlich nicht mehr nutzbar und ein Neubau wurde beschlossen.
Nach der Machtübernahme der Nationalsozialisten wurde die Tabakfabrik 1938 zum „nationalsozialistischen Musterbetrieb“: 1942 wurde der Fabrik aufgrund der „Verfügung des Führers vom 29. August 1936 über den Nationalsozialistischen Musterbetrieb“ ein Gaudiplom für hervorragende Leistungen verliehen. Außerdem errang der Betrieb das Leistungsabzeichen für vorbildliche Sorge um die Volksgesundheit.:34 Besuche von hochrangigen Nationalsozialisten wie Gauleiter August Eigruber, DAF-Leiter Robert Ley oder Reichsfinanzminister Johann Ludwig Graf Schwerin von Krosigk sollte die Verbundenheit zum Regime stärken. Die Tabakfabrik war durch Arbeiter wie Josef Teufl aber auch ein Ort des Widerstands.:35 Das Produkt Zigarette galt als kriegswichtig und das Unternehmen Tabakfabrik Linz war ein wehrwirtschaftlicher Betrieb. Während des Zweiten Weltkrieges wurden im Neubau der Fabrik rund fünf Milliarden Zigaretten produziert.

### Soziale Wohlfahrt
Während der Zigarettenproduktion durch die Österreichische Tabakregie war die Tabakfabrik Linz aufgrund von verschiedenen Einrichtungen der sozialen Wohlfahrt ein begehrter Arbeitsplatz. Die Arbeitsräume waren mit ausreichend Entstaubungs-, Wasch- und Toilettanlagen, Handtüchern, Seife und Wandspucknäpfen ausgestattet.:66 Eigene Betriebsärzte ordinierten täglich in entsprechend ausgestatteten Räumlichkeiten in der Fabrik. Der Wohlfahrtsverein der Tabakregie betrieb Erholungsheime für Beamte in Bad Aussee und Bad Schallerbach sowie für Arbeiter in Kärnten (Sattendorf, St. Urban und Mallnitz).:67 Den Arbeiterinnen wurde zusätzlich zum gesetzlichen Mutterschutz ein zweiwöchiger bezahlter Urlaub gewährt. Andere Sicherheitsmaßnahmen im Arbeitsschutz betrafen Verschalungen von Maschinen, Arbeitsschutzkleidung sowie diverse plakatierte Warnungen.:68 Für die Arbeiterinnen an den Lösetischen entwarf Architekt Behrens eigene Stahlrohrsessel. Die Rollo für den Sonnenschutz sind aktuell im ursprünglichen braun-weiß gestreiften Design noch teilweise funktionstüchtig.:64 und:105
Eine eigene Werksküche erhielt die Linzer Tabakfabrik im Vergleich zu anderen Werken der Tabakregie erst relativ spät. Vor dem Zweiten Weltkrieg war die Mittagspause im Ausmaß von zwei Stunden so lange bemessen, um „nach Hause zu gehen und dort zu essen“. Nach Kürzung der Pause auf 30 Minuten mit der Ausweitung der Arbeitszeit im Zweiten Weltkrieg war diese Argumentation nicht mehr aufrechtzuerhalten und 1943 wurden werkseigene Küche und Speisesaal von Gauleiter Eigruber eröffnet.:69

Bereits 1918 wurde ein „Säuglingsheim“ eröffnet, in dem Kinder bis zu einem Alter von nur einem Jahr „unter Aufsicht der Fabrikärzte von fachkundigen Wartefrauen kostenlos beaufsichtigt, gebadet und gepflegt“ wurden. Dies hatte zur Folge, dass viele Arbeiterinnen ihre Kinder entgegen den Vorschriften nach Beendigung des ersten Lebensjahres mit an den Arbeitsplatz nahmen. Der Betriebskindergarten für Säuglinge und Kinder bis zum Alter von sechs Jahren wurde 1939 eröffnet. 1952 übersiedelte der Kindergarten in einen Neubau im baulichen Anschluss an das einzige von der alten Linzer Wollzeugfabrik erhaltene Gebäude der ehemaligen Zwirnerei, dem „Zwirnerstöckl“. Dort bestand der Kindergarten mit Hort als betriebliche Einrichtung bis 1977.:70

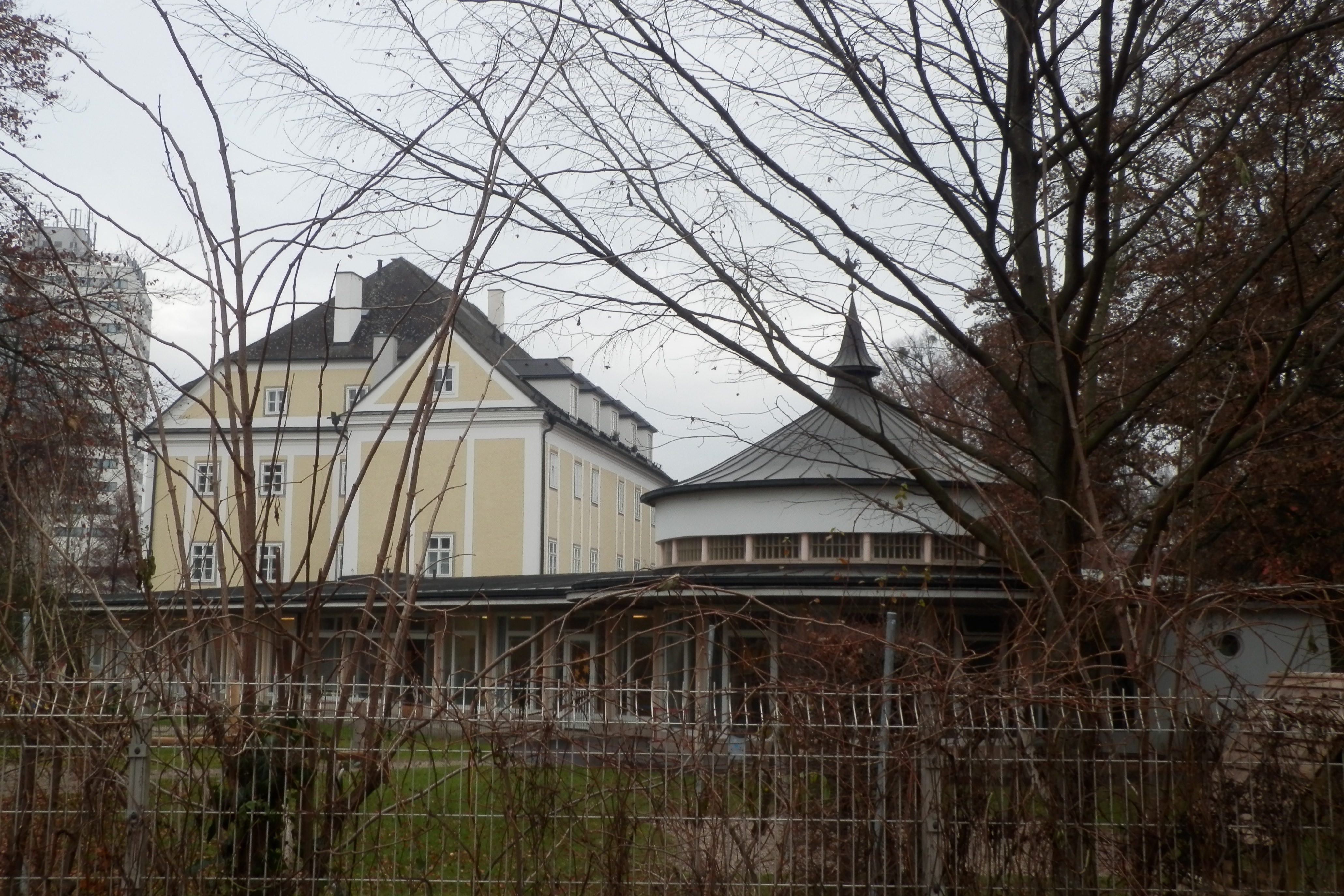
Betriebskindergarten im ehem. Zwirnerstöckl

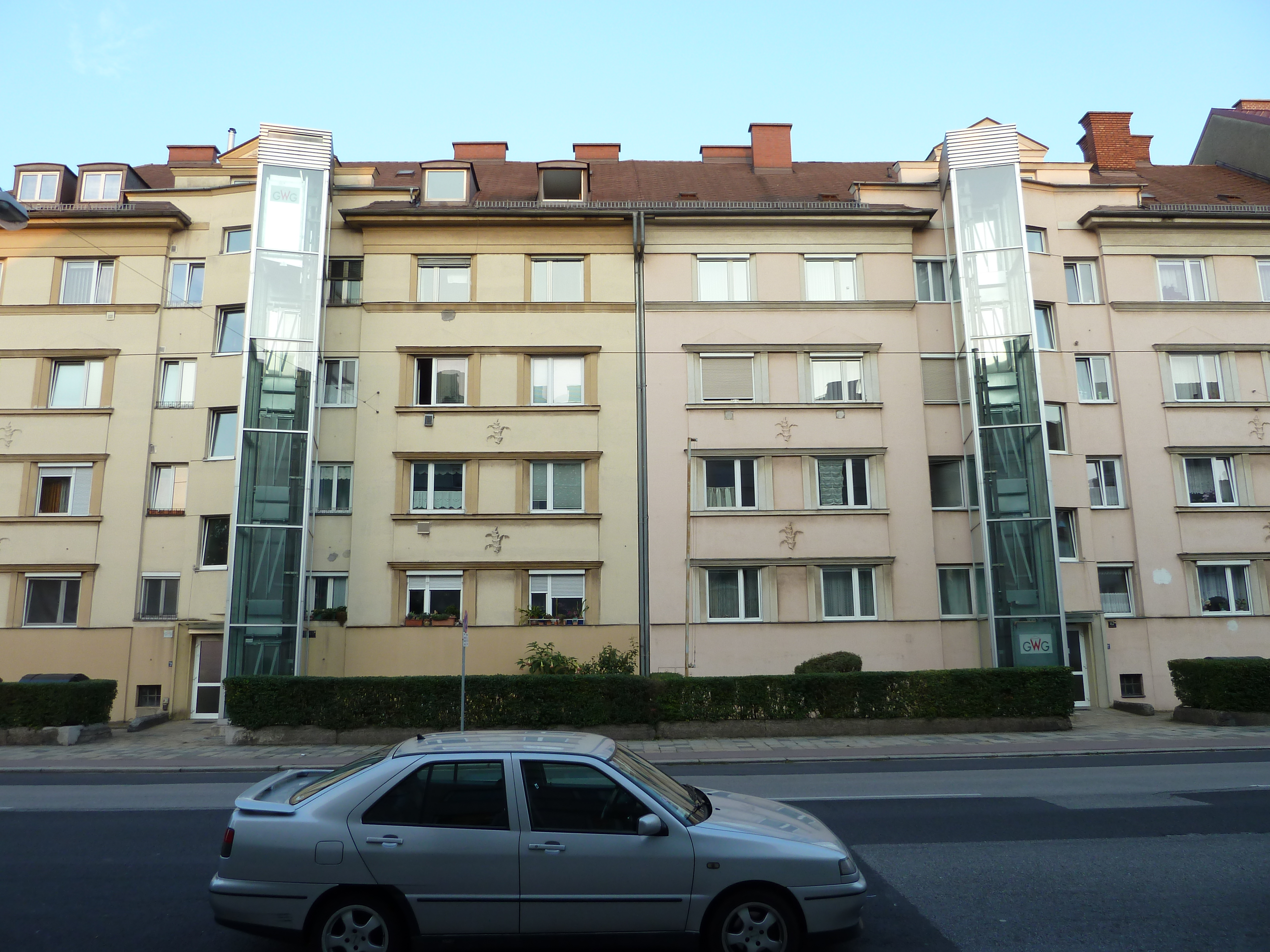
Wohnhäuser in der Gruberstraße 65 und 67

Bis 1910 hat die Tabakregie ein alle Fabriken umfassendes Wohnbauprogramm ausgearbeitet. Dabei entstanden in Linz 1923 ein Beamtenwohnhaus sowie später zwei Arbeiterwohnhäuser in der heutigen Gruberstraße:71 an deren Fassaden Tabakpflanzen als Relief eingearbeitet wurden.:87 Im Jahr 1941 erwarb die Tabakregie das gemeinnützige Wohnungsunternehmen Riedenhof.
Ab 1918 erhielten alle beschäftigten Männer Rauchdeputate in erheblichem Ausmaß: Angestellte erhielten im Jahr 1940 750 Stück Zigaretten pro Monat, Arbeiter 600 Stück. Jungarbeiter im Alter von 16 bis 20 Jahren erhielten die Hälfte. Um einen Weiterverkauf der Deputate zu erschweren, wurden die Zigaretten in Packungen mit dem Aufdruck „Personal“ abgegeben.:70f.

### Neuere Unternehmensgeschichte
1997 übertrug die Republik Österreich ihre Anteile an den Austria Tabakwerken, und damit auch an der Tabakfabrik Linz, an die ÖIAG. Ab 1997 erfolgte die Privatisierung der Austria Tabakwerke durch die ÖIAG und 2001 ein Verkauf an die Gallaher Group. Diese Gruppe wurde 2007 durch JTI übernommen, 2008 wurde die Schließung des Werks beschlossen.

## Geschichte und Design des Gebäudekomplexes

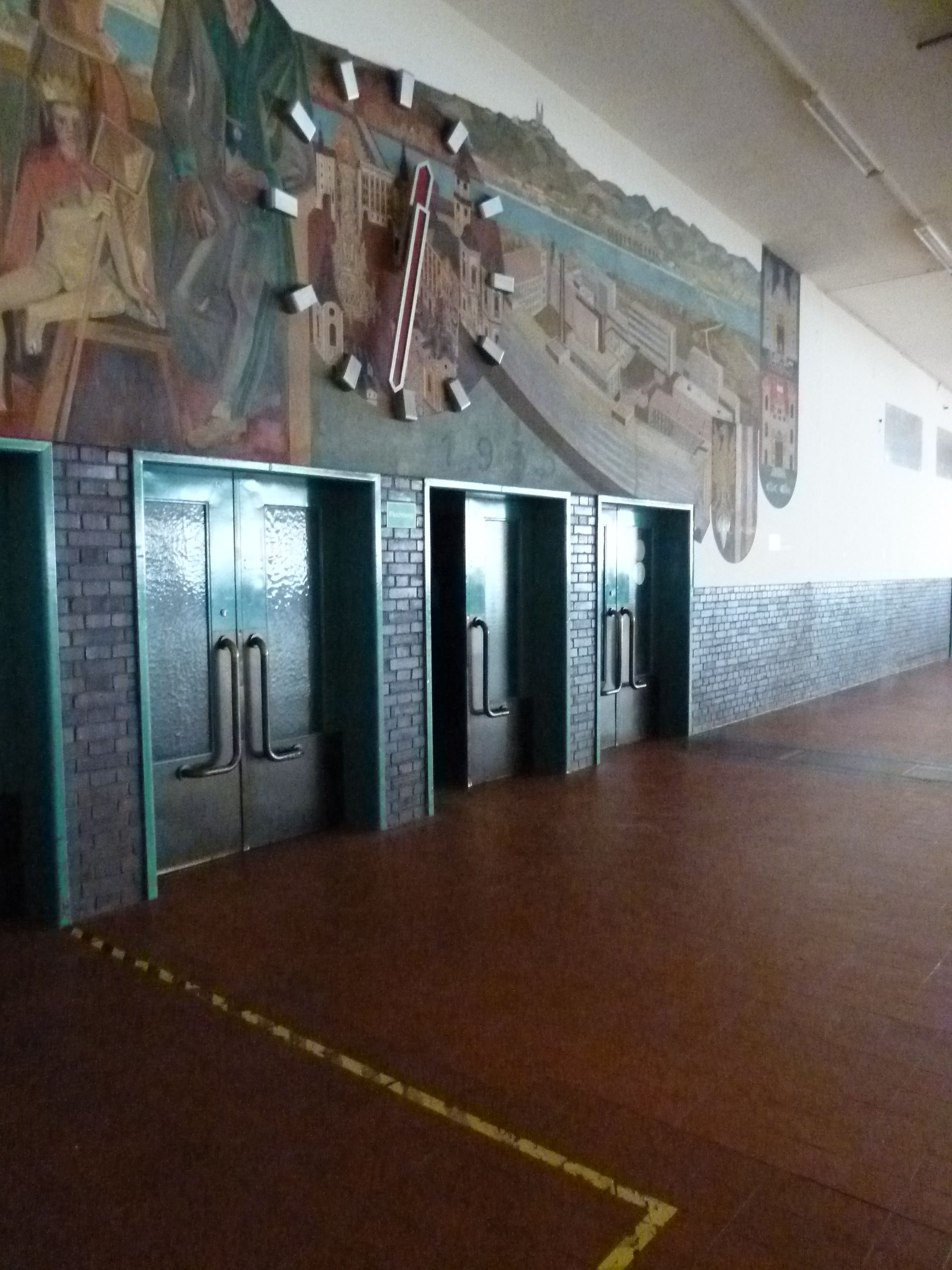
Wandgemälde von Herbert Dimmel mit Uhr in der Lösehalle (Zigarettenfabrikationsgebäude)

Alexander Popp war ein Schüler von Peter Behrens an der Wiener Akademie und führte später mit ihm ein Architekturbüro in Wien. Die Tabakfabrik Linz war nach Arbeiten für Hoechst und AEG der letzte Industriebau Behrens'. Im Nachlass von Alexander Popp im Inventar des Museums Nordico befindet sich ein zwischen Behrens und Popp geführter Schriftwechsel. Diesen führten sie zwischen August 1928 und April 1936 zu ihrem gemeinsamen Bauprojekt in Linz (Bauakten, Raumprogramm und andere Baudetails), allgemeinen Angelegenheiten ihres gemeinsamen Ateliers in Wien sowie privaten Dingen.
Der Neubau der Fabrik fand in den wirtschaftlich schwierigen Jahren der Weltwirtschaftskrise statt. 1934 konnte der Bau nur durch vom damaligen Finanzminister Karl Buresch zur Verfügung gestellte monatliche Zuschüsse zum Investitionskredit fortgesetzt werden.:33
Die Eröffnung der Tabakfabrik Linz fand im November 1935 im Beisein von Bischof Johannes Maria Gföllner, Bürgermeister Wilhelm Bock, Landeshauptmann Heinrich Gleißner und den Ministern Ludwig Draxler und Karl Buresch statt.:35
Einheitlich aus dem kostenintensiven Grundstoff Tombak, einer hoch kupferhaltigen Messinglegierung, sind Handläufe in Stiegenhäusern, Innen-, Aufzug- und Außentüren gestaltet.:64 Der charakteristische Türkis-Farbton ist als „Linzer Blau“ bekannt.:105
Im Jahr 1969 wurden von der Austria Tabak zwei weitere Magazine und 1982 ein Zubau im Westen des Areals errichtet (nicht denkmalgeschützt, geplant vom schweizerischen Architekturbüro Suter + Suter). Im neueren Zubau (Verwaltungsgebäude) befindet sich ein Glasbild von Robin Christian Andersen und Josef Raukamp. Die Skulptur „Zigarettenturm“ aus Cortenstahl an der Kreuzung Gruberstraße/Untere Donaulände stammt von den beiden Künstlern Karl-Heinz Klopf und Gerhard Knogler.:171

### Zigarettenfabrikation

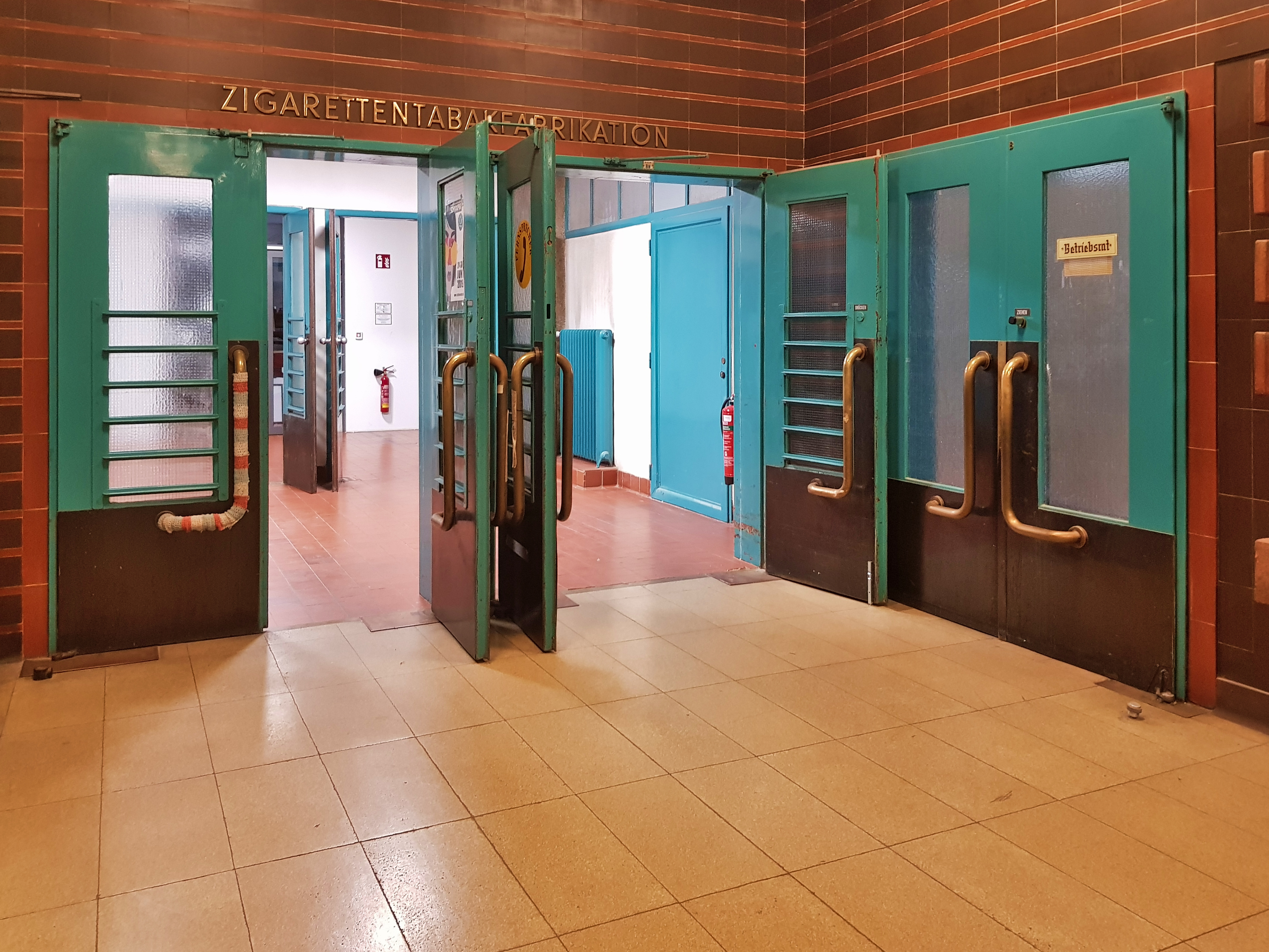
Türen zur Zigarettentabakfabrikation

Das seit 1981 unter Denkmalschutz stehende Hauptgebäude der Fabrik gilt als Markstein der Industriearchitektur der österreichischen Zwischenkriegszeit und verläuft leicht gebogen am südlichen Grundstücksrand zur Ludlgasse auf einer Länge von 226,8 Metern. Dieses Gebäude war der erste Stahlskelettbau dieser Dimension in Österreich. Das Stahlgerippe wog 3.000 Tonnen und wurde von der Firma Waagner-Biro errichtet.:103 und 106 Die vorgemauerten Holzblockziegel, durchlaufende Fensterbänder und alle weiteren konstruktiven Bedingungen dieses Bauwerks (Außenhaut: Holzsteinmauerwerk und Kork) waren der Notwendigkeit geschuldet, dass zur Zigarettenerzeugung eine konstante Luftfeuchtigkeit von 80 Prozent und gleichbleibende Temperatur sowie ausreichend Helligkeit nötig war.:103f.

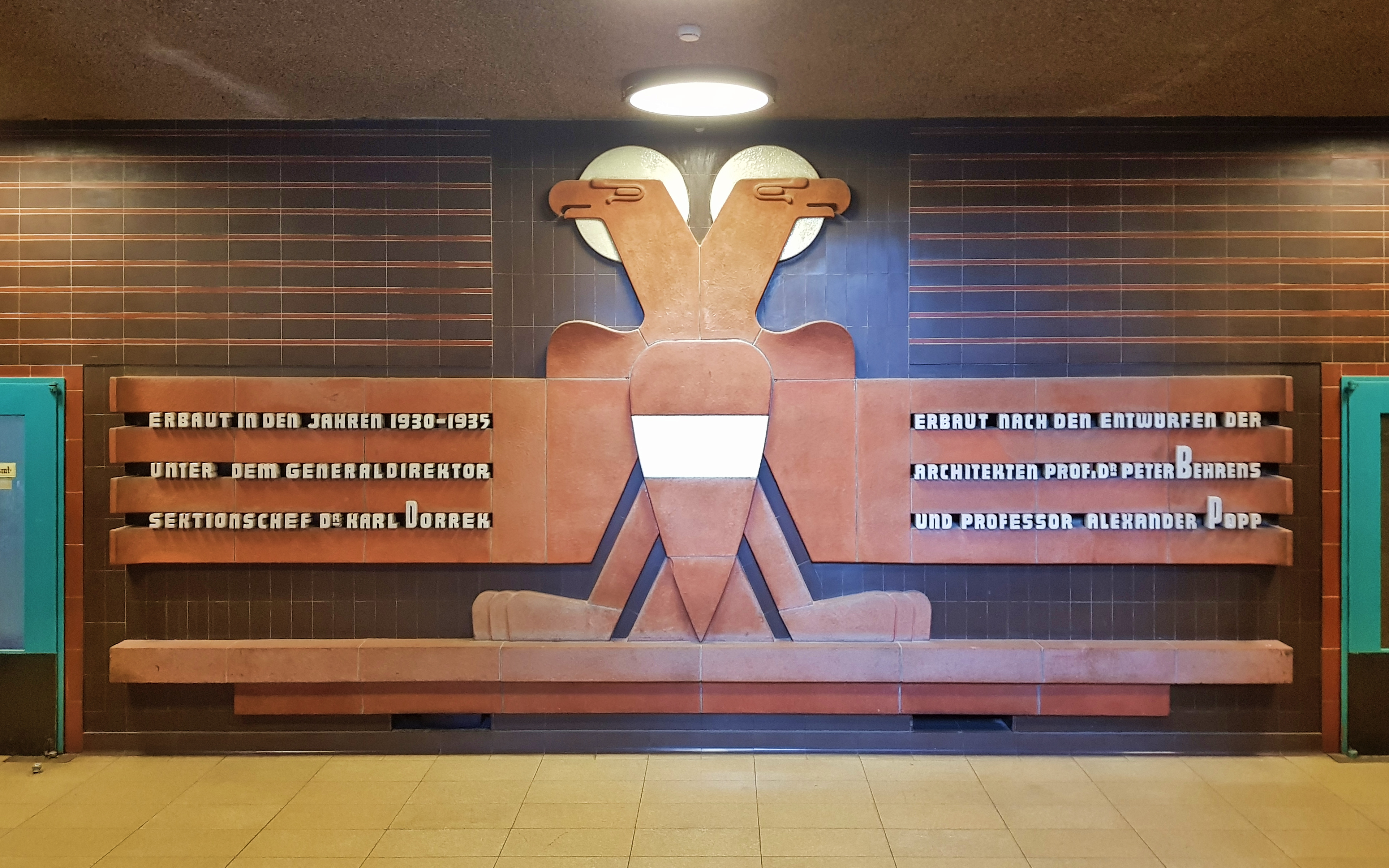
Gedenktafel von Robert Obsieger

Das Gebäude verfügt über eine Nutzfläche von rund 24.000 Quadratmeter und eine Gedenktafel von Robert Obsieger. An die Zigarettenfabrikation angeschlossen ist die Lösehalle.

### Kraftwerk
Das Kraftwerk befindet sich im Innenhof des Gebäudekomplexes. Der oben auskragende Teil ist das Kohlesilo, welches die Beschickung der Hochdruck-Dampfanlage anfangs mit dem Brennstoff Kohle im freien Fall ermöglichte.:63 Später wurde das Kraftwerk mittels Öl- und Gasanlage geführt. Der Anschluss an das Fernwärmenetz erfolgte im Jahr 2010.:104

### Pfeifentabakfabrikation

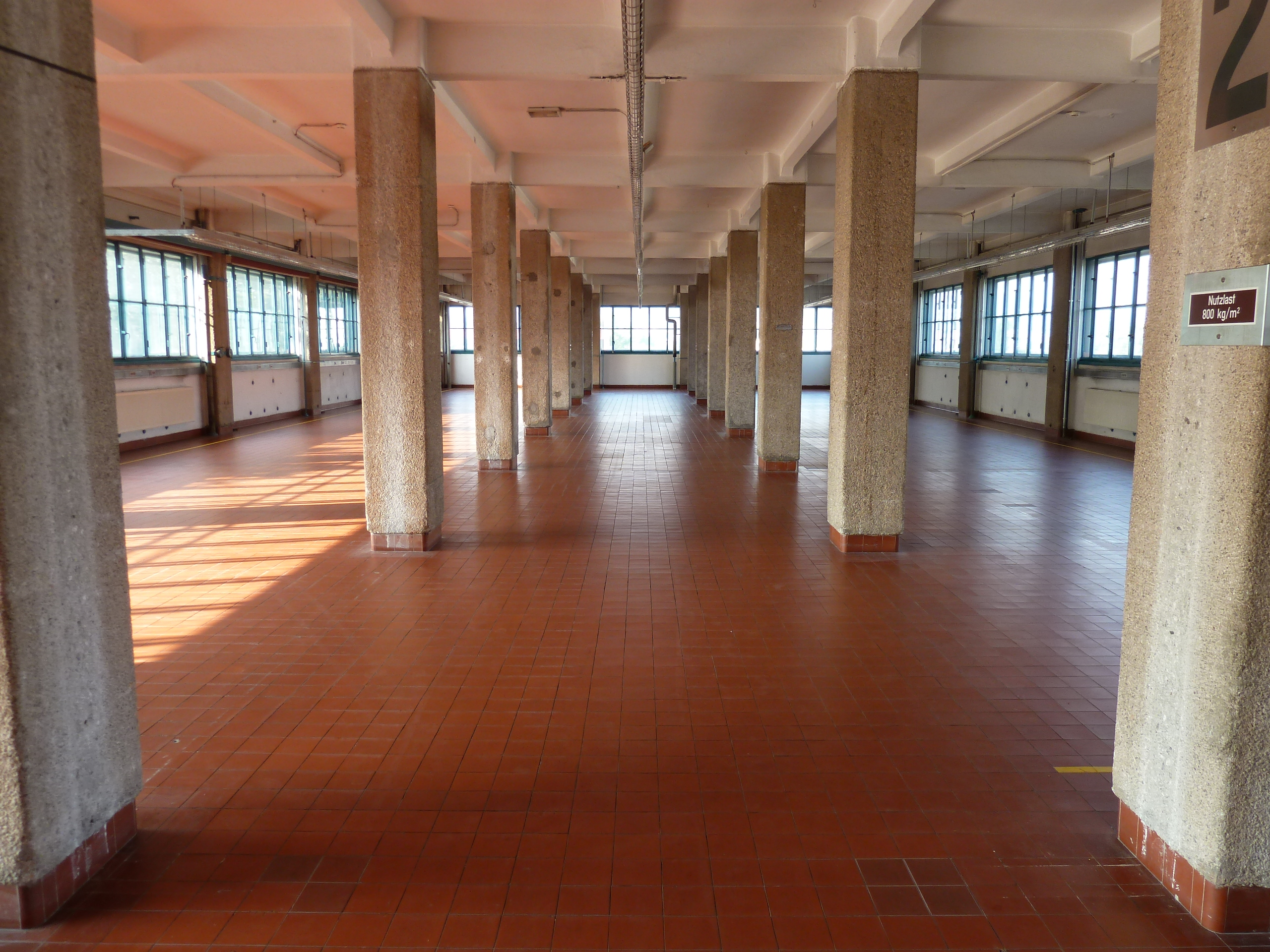
Im Inneren des Pfeifentabakfabrikationsgebäudes

Das Gebäude der Pfeifentabakfabrikation verläuft mit 60 Metern Länge am nördlichen Grundstücksrand und umfasst sechs, der Nebentrakt sieben Geschoße. Wie das Zigarettenfabrikationsgebäude ist es ein Stahlskelettbau und verfügt über durchgehende Fensterbänder.

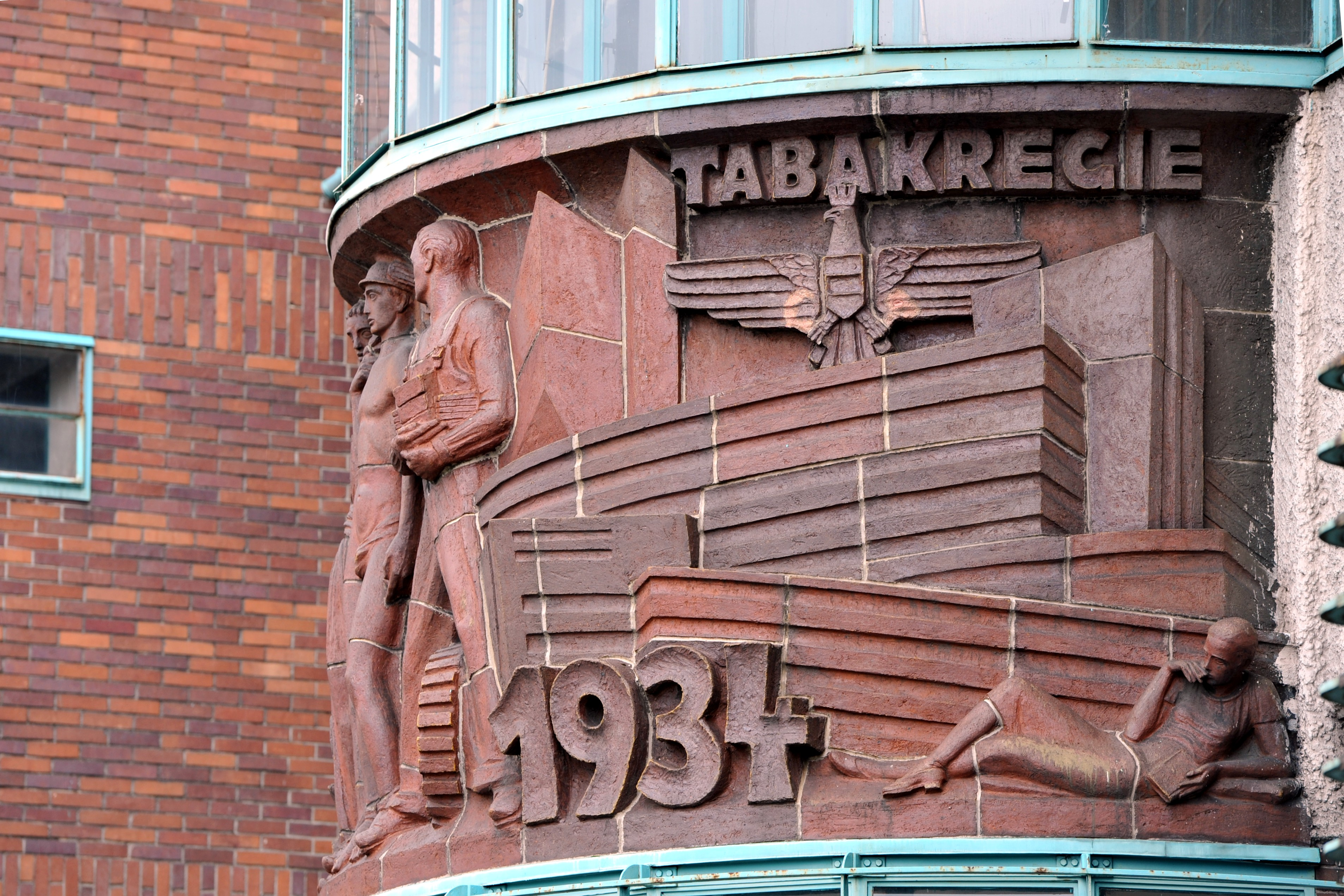
Fries aus dem Jahr 1934

Der Fries aus gebranntem Klinker am ehemaligen Haupteingang an der Unteren Donaulände von Wilhelm Frass wurde dem 150-jährigen Jubiläum der Österreichischen Tabakregie im Jahr 1934 gewidmet und zeigt einen Tabakarbeiter mit Tabakballen, einen Maschinenarbeiter mit Zahnrad sowie mittig Merkur.:69 Umgesetzt wurde das Relief von der Ziegelfirma Wienerberger.

### Magazine
1930 wurde mit dem Bau eines Magazins begonnen. Zwei Uhren von Karl Hauk mit Darstellungen von Jahreszeiten (Richtung Nord) und Tierkreiszeichen (Richtung West) sind an diesem Gebäude an der Unteren Donaulände angebracht. Ursprünglich ein Teil der Pfeifentabakfabrikation, wurde es später als Rohstoffspeicher genutzt.

### Nicht errichtete Gebäude
Ein Wohlfahrts- und ein Werkstättengebäude sowie ein Verschleißmagazin und ein Verwaltungsgebäude im Westen des Areals waren im Jahr 1935 noch geplant, sind jedoch nicht errichtet worden.:113

## Produzierender Stadtteil

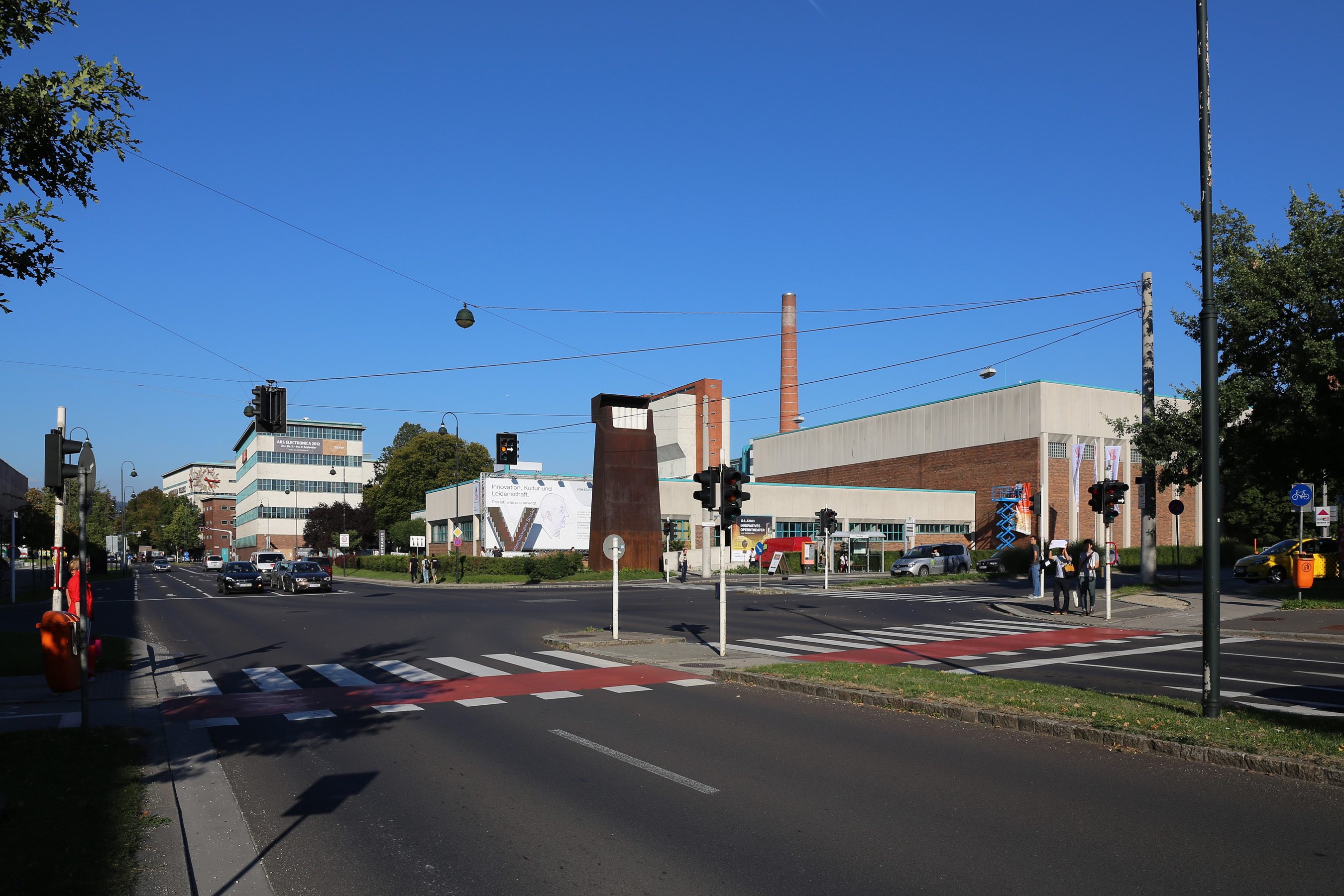
Ars Electronica 2013 mit „Zigarettenturm“

### Konzept
Laut dem derzeitigen Konzept soll die Tabakfabrik wie ein Konzern funktionieren, in dem eingemietete Unternehmen miteinander kollaborieren. Eine Kreativkette soll die diversen Bereiche, von der Forschung und Wissenschaft über die Kunst und das produzierende Gewerbe – bis hin zum geistigen und materiellen Konsumieren – auf dem Areal bündeln. Wohnbauten sind nicht vorgesehen. 2014 begann der Planungsprozess für die Revitalisierung des größten Gebäudes auf dem Areal, Bau 1 mit rund 30.000 Quadratmetern, der unter Denkmalschutz steht. Stand 2020 wurden rund sieben Millionen Euro in die Revitalisierung investiert: Ein multifunktionaler Hörsaal, ein Gastronomiebetrieb und eine Brauereianlage für Linzer Bier durch die Brau Union wurden 2021 fertig gestellt.

### Finanzierung
Von 2009 bis 2016 erhielt die TFL für die Entwicklung und Instandhaltung des denkmalgeschützten Geländes einen Zuschuss der Stadt Linz, dessen maximale Höhe jährlich vom Gemeinderat beschlossen wurde. 2017 wurde die TFL zu einem gewinnorientierten Unternehmen. Für die Sanierung wurden im Zeitraum von 2016 bis 2022 in Summe rund 72 Millionen EUR in die Tabakfabrik investiert, 70 % davon mittels Aufnahme von Fremdkapital. Zur Tilgung der Kredite verwendet die TFL Mittel aus der laufenden Geschäftstätigkeit. Die Einnahmen decken die Aufwände für den laufenden Betrieb, die Bespielung und die Instandhaltung des weitläufigen, denkmalgeschützten Areals. Zusätzlich entrichtet die Tabakfabrik GmbH Miete für das Areal an die Stadt Linz.

### Mieter – Pioniere

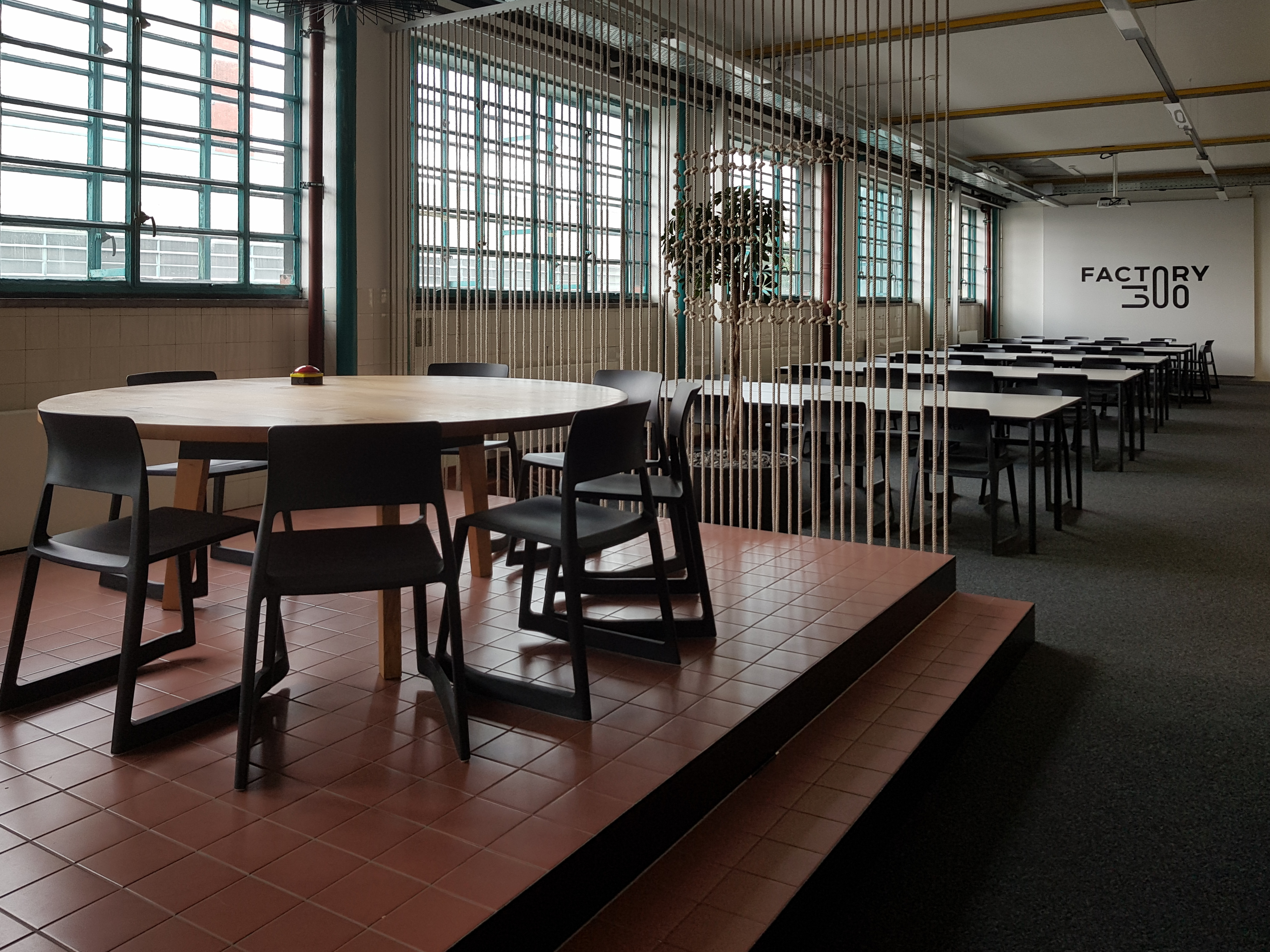
Factory 300

In der Tabakfabrik arbeiten Künstler wie Hannes Langeder, der mit seinem Fahrradi Farfalla internationales Aufsehen erregte, Kulturvereine, Coaching- und Bildungseinrichtungen, Gesundheitsorganisationen, Sozialvereine, der sozialökonomische Betrieb B7 Fahrrad, Werbe- und Digitalagenturen wie Netural, Technologie- und Softwareentwickler, Architekten, Designer, Medienunternehmen und Handwerksbetriebe wie die Grafische Manufaktur.
Die so genannten „PionierInnen“ nutzen die Räume (Stiege A von Bau 1 und Bau 2) als Ateliers, Büros, Hörsäle, Praxen, Studios und Werkstätten. 2014 arbeiteten hier bereits 300 Personen.
Die Creative Region Linz & Upper Austria wurde 2011 in der Tabakfabrik angesiedelt, auch um die dort angesiedelten Unternehmen zu unterstützen.
In Erinnerung an die Motorsportsektion der Austria Tabak knüpft die „Sektion Zweirad“ an, eine Gemeinschaft von Motor- und Fahrradbegeisterten, die sich regelmäßig in der Tabakfabrik treffen.
Am 18. November eröffnete Gerhard Haderers Denkwerkstatt Schule des Ungehorsams, die Ende Februar 2020 geschlossen wurde.

### Veranstaltungen

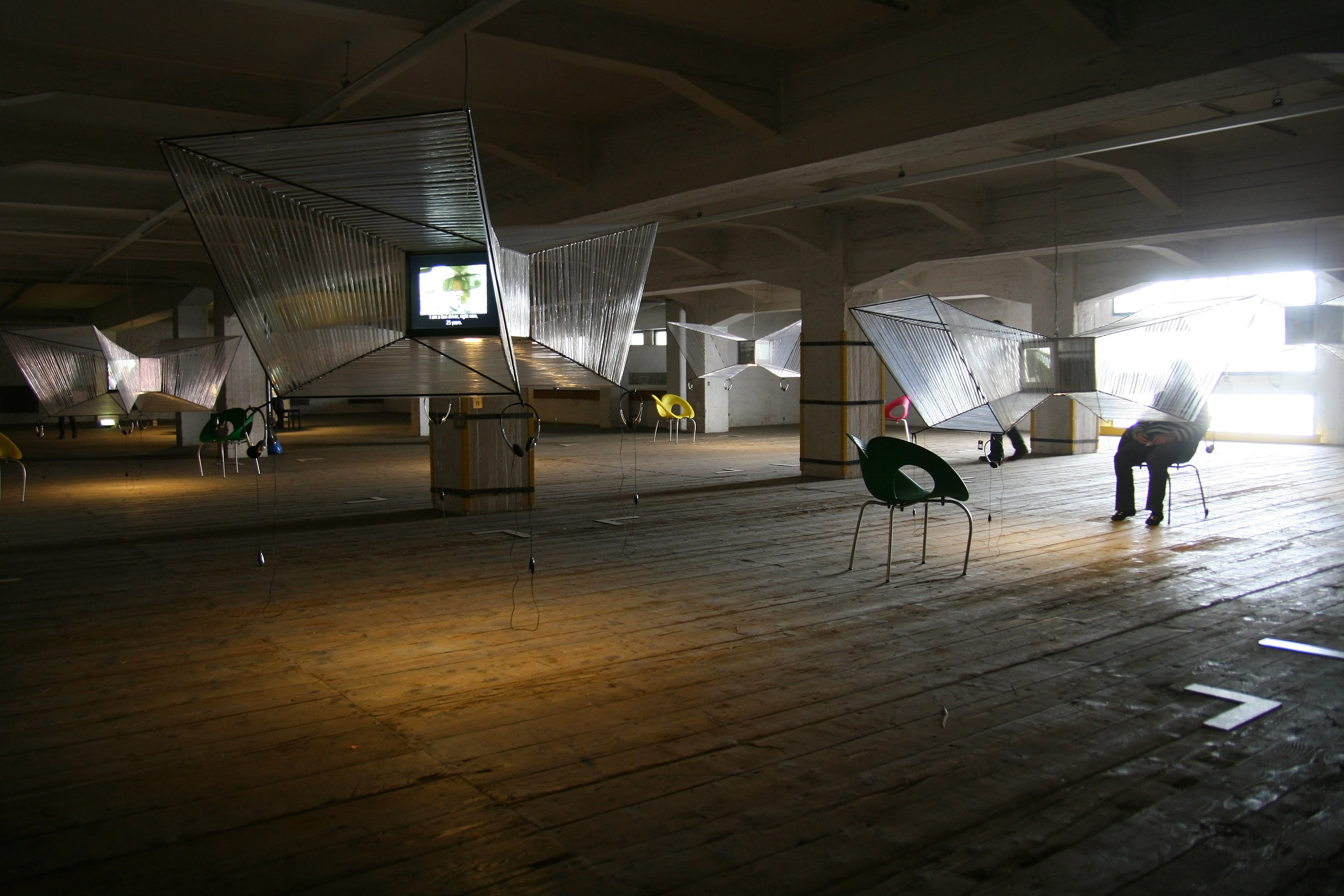
Installationen der Ars Electronica 2010 in der Tabakfabrik

Vor allem im Bereich der Veranstaltungen wird die Strategie der Zwischennutzung eingesetzt: Die Tabakfabrik vermietet ihre Räume an Externe, die Bandbreite reicht von Hochkultur über Populär- bis hin zu Subkultur. Eigenveranstaltungen führt sie nur in Kooperation mit anderen Institutionen, wie beispielsweise der Ars Electronica, dem Brucknerhaus oder der Kunstuniversität Linz, durch.
Im Veranstaltungskalender finden sich Kongresse, Workshops, Lesungen, Vorträge, Messen, Ausstellungen, Konzerte und Festivals.

### Ausstellungen
Aufgrund der ungewöhnlichen und großen Räumlichkeiten fanden seit 2012 im Brandland der Tabakfabrik Ausstellungen statt. Im einstigen Hochregallager wurden Großausstellungen wie Porsche – Design, Mythos und Innovation (2012–2013, rund 65.000 Besucher), die Terrakotta-Armee (2013, rund 45.000 Besucher) oder 2014 die Wanderausstellung Tutanchamun – Sein Grab und die Schätze gezeigt. Dieser Bau wurde abgerissen, hier steht das Quadrill.
Die ehemalige Lösehalle, die zur Veranstaltungsfläche umgebaut und xx wiedereröffnet wurde, diente seither als Ausstellungsfläche, etwa für Körperwelten (2015, 2024) oder The Mystery of Banksy – A Genius Mind (19. November 2021 bis 20. März 2022, rund 30.000 Besucher).

### Valie Export Center
Die Stadt Linz erwarb 2015 das Archiv der Avantgardistin Valie Export, die ihren Künstlernamen mit Bezug auf die Zigarettenmarke „Smart Export“ gewählt hat. Das Valie Export Center eröffnete am 11. November 2017 in der Tabakfabrik unter der Leitung von Sabine Folie. Das „VALIE EXPORT Center, Forschungszentrum für Medien- und Performancekunst“ widmet sich neben der Aufarbeitung des Archivs auch der Auseinandersetzung mit ähnlichen Kunstrichtungen.

### Bildungsstätten
In der Tabakfabrik sind drei Institute der Kunstuniversität Linz untergebracht: „Creative Robotics“, „Fashion & Technology“ und das „Tangible Music Lab“. Seit 2021 befindet sich zudem das digitale und humanistische Oberstufenrealgymnasium ROSE ORG in der Tabakfabrik.

### Sozial ausgerichtete Unternehmen
Ein Fokus liegt auf der Ansiedlung sozial ausgerichteter Unternehmen. Das Facility Management erfolgt in Kooperation mit dem Diakoniewerk Gallneukirchen. Weitere Beispiele sind das Generationencafé „Kreisler*in“ der Volkshilfe und das Fahrradgeschäft B7, ein sozialökonomisches Integrationsprojekt.

### Fokus Start-ups
Ein besonderer Schwerpunkt liegt auf der Unterstützung von Start-up-Unternehmen. Mit der „Strada del Startup“ und der „factory300“ sowie der Startrampe der Sparkasse Oberösterreich wurde ein spezielles Umfeld geschaffen, das flexible Mieträume, Beratung und Finanzierungsmöglichkeiten bietet. Dieses Konzept zielt darauf ab, die Entwicklung innovativer Geschäftsideen zu fördern.

## Quadrill
QUADRILL ist ein Bauprojekt der Kufsteiner Bodner-Gruppe, das im Kreativzentrum Tabakfabrik Linz, in der oberösterreichischen Landeshauptstadt Linz, errichtet wird. Für die Weiterentwicklung des Tabakfabrik Areals ging das traditionsreiche Tiroler Familienunternehmen Anfang 2018 in einem von der Stadt Linz mit der Immobilien Linz GmbH & CoKG initiierten Bieterverfahren durch einstimmigen Jury-Beschluss als Sieger hervor. Das Investitionsvolumen beträgt rund € 190 Millionen.
Ende 2025 soll das Quadrill fertiggestellt werden. Namensgeber des vierteiligen Gebäude-Ensemble ist der 109 Meter hohe Quadrill-Büro-Hotel-Turm, der höchste Büro-Hotel-Turm außerhalb der Bundeshauptstadt Wien.
Nach den Plänen der Wiener Architekten Zechner & Zechner wird der nicht denkmalgeschützte, westliche Teil der Tabakfabrik in ein modernes, vierteiliges Gebäude-Ensemble transformiert und damit dringend benötigte Infrastruktur für die Tabakfabrik als auch die umliegenden Stadtteile errichtet. Das Nutzungskonzept sieht Wohnen, Hotel- und Büroflächen, Handelsflächen sowie Gastronomiebereiche vor. Architektonisch öffnet sich das Projekt zur Stadt und wird das gesamte Areal, den Stadtteil als auch die angrenzenden Stadtteile bereichern. Das Projekt QUADRILL ist auch von hohem städtebaulichen Interesse. Der Wirtschaftsstandort, an dem schon jetzt über 250 Start-ups und Unternehmen – vorwiegend kreativer Industrien und Digitalisierung – ansässig sind, soll durch das QUADRILL an zusätzlicher Bedeutung gewinnen. Alleine durch den Ausbau entsteht in der Tabakfabrik Linz Raum für 1.000 zusätzliche Arbeitsplätze.
Architektonisch sehen die Projektbetreiber ihren Entwurf in der Tradition von Peter Behrens und Alexander Popp. Die von Peter Behrens und Alexander Popp zwischen 1929 und 1935 errichtete und heute denkmalgeschützte ehemalige Industrieanlage ist der erste Stahlskelettbau Österreichs im Stil der neuen Neuen Sachlichkeit.
Das von der Tabakfabrik Linz entwickelte Konzept des öffentlichen „Behrensbandes“, das sich durch das Innere der Bestandsgebäude zieht, wird im Quadrill als Erweiterung der Freiflächen zwischen den Baukörpern fortgesetzt und über Treppen und Rampen sowie barrierefrei über Aufzüge erschlossen. Dadurch können sowohl die wertvollen Bestandsbauten von Peter Behrens als auch das neue Quadrill auf unterschiedlichsten Höhenlagen und von vielfältigen Blickpunkten aus betrachtet und auch erschlossen werden.

## Denkmal
Seit 2002 erinnert eine vom KZ-Verband initiierte Gedenktafel an Rudolf Kühberger, Hugo Müller, Heinrich Obermayer, Anton Schmelensky und Josef Teufl. Die fünf Arbeiter und Angestellten der Linzer Tabakfabrik starben 1945 im Kampf für ein freies, demokratisches Österreich. Die Gedenktafel wurde Mitte Jänner 2013 von Unbekannten entwendet und konnte nach ihrer Wiederauffindung Ende desselben Monats wieder an der Tabakfabrik angebracht werden. Ein rechtsextremes Tatmotiv konnte dabei nicht ausgeschlossen werden, da der Diebstahl zeitnah mit dem deutschnationalen Burschenbundball in Linz stattfand.

## SOKO Linz
Für die Dreharbeiten zur ORF/ZDF-Krimiserie SOKO Linz entstand in zwei Monaten Bauzeit auf einer Fläche von 670 Quadratmetern das Hauptquartier mit Verhörraum, Chefinnenbüro, Gerichtsmedizin und Besprechungsraum auf dem Gelände der Tabakfabrik. Für die Dreharbeiten zur ORF/ZDF-Krimiserie SOKO Linz entstand in zwei Monaten Bauzeit auf einer Fläche von 670 Quadratmetern das Hauptquartier mit Verhörraum, Chefinnenbüro, Gerichtsmedizin und Besprechungsraum auf dem Gelände der Tabakfabrik. Die Dreharbeiten zur ersten Staffel fanden von Mai bis September 2021 statt, Ausstrahlungsstart war am 1. Februar 2022 im ORF. Die zweite Staffel wurde ab 7. Februar 2023 ausgestrahlt, die dritte folgte ab 12. März 2024.